# Heiße Nächte (in Palermo)
Heiße Nächte (in Palermo) ist ein Lied der österreichischen Pop-Rock-Band Erste Allgemeine Verunsicherung aus dem Jahr 1985.

## Entstehung und Veröffentlichung
Geschrieben und produziert wurde das Lied gemeinsam von den EAV-Mitgliedern, wobei die Komposition von allen Bandmitgliedern stammt, während der Text alleine von Thomas Spitzer verfasst wurde. Bei der Produktion bekam die Band Unterstützung durch Peter Müller.
Die Erstveröffentlichung von Heiße Nächte in Palermo erfolgte am 25. Juni 1985 als Teil von Geld oder Leben! bei EMI Columbia (Katalognummer: 13 3363 1), dem fünften Studioalbum der Ersten Allgemeinen Verunsicherung. Am 4. Juni 1986 erschien das Lied als Singleauskopplung aus dem Album. Diese erschien als 7″-Single mit der B-Seite Helden (Katalognummer: 13 3382 7) sowie als 12″-Single, die um Ba-Ba-Bankrobbery erweitert wurde (Katalognummer: 13 3390 6).
Die Gruppe hatte mit dem Lied einen Liveauftritt in der Fernsehsendung Na sowas! am 31. Mai 1986 sowie am 17. Juli 1986 in der ZDF-Hitparade-Sommerhitparade.

## Inhalt
Der Text wird aus der Sicht eines sizilianischen Mafioso erzählt, den die steigende Polizeipräsenz um die Mafia herum ärgert und sich nach der Vergangenheit sehnt. Die heißen Nächte stellen hier ein anderes Wort für eine brenzlige Situation dar:

„Heiße Nächte, heiße Nächte in Palermo,

und a klaner Sizilianer

fangt an zum Waana.“

## Mitwirkende
| Liedproduktion - Mario Bottazzi: Begleitgesang, Musikproduzent - Eik Breit: Bass, Begleitgesang, Komponist, Musikproduzent - Klaus Eberhartinger: Gesang, Komponist, Musikproduzent - Nino Holm: Arrangement, Bass, Begleitgesang, Keyboard, Komponist, Musikproduzent - Marion Müller: Begleitgesang - Peter Müller: Abmischung, Musikproduzent, Tonmeister - Günter Schönberger: Begleitgesang, Komponist, Musikproduzent - Thomas Spitzer: Begleitgesang, Gitarre, Komponist, Liedtexter, Musikproduzent - Anders Stenmo: Musikproduzent, Schlagzeug | Visualisierung - Thomas Spitzer: Artwork (Cover) Unternehmen - Blanko-Musik: Verlag - Columbia Records: Musiklabel - EMI Music: Vertrieb - Wintrup Musikverlag: Vertrieb |

## Chartplatzierungen
| ChartsChartplatzierungen | Höchstplatzierung | Wochen/ Monate |
| ------------------------ | ----------------- | -------------- |
| Deutschland (GfK)        | 16 (13 Wo.)       | 13 Wo.         |
| Österreich (Ö3)          | 3 (3,5 Mt.)       | 3,5 Mt.        |

| ChartsJahrescharts (1986) | Platzierung |
| ------------------------- | ----------- |
| Österreich (Ö3)           | 17          |